# The Queen Is Dead
The Queen Is Dead kom ut i England den 16 juni 1986 och är The Smiths tredje studioalbum. Det finns med i boken  1001 Albums You Must Hear Before You Die.

## Om albumet
Skivan spelades in mellan juli och november 1985 i Drone Studios i Manchester, i Jacobs Studios i Surrey och i RAK studios i London. 
Trots att många idag anser att detta var bandet bästa skiva lyckades den bara nå en andraplacering på Engands topplista.
Titeln på skivan är tagen från Hubert Selby Jrs roman Last Exit to Brooklyn. Boken är uppdelad i sex delar och del två heter just The Queen Is Dead och handlar om den homosexuelle transvestiten Georgette. Titeln har en dubbel betydelse; å ena sidan queen i betydelsen fjolla och å andra sidan den för Storbritannien mer politiska meningen att drottningen verkligen är död. Sedan att så öppet blanda ihop ordets båda betydelser gjorde inte titeln på skivan mindre provokativ.
Första låten på skivan är också titel-låten. Den börjar med att skådespelerskan Cicely Courtneidge, som spelar en lesbisk kvinna, sjunger Take me back to dear old Blighty från den obskyra diskbänksrealistiska filmen The L-shaped Room från 1962.

### Omslaget
Omslaget föreställer den franske skådespelaren Alain Delon från Alain Cavaliers film L'Insoumis från 1964. I filmen spelar Delon en desertör från franska främlingslegionen som ska kidnappa en kvinnlig advokat men som kommer att rädda henne istället och blir skadad. Bilden är grovkornig och gröntonad. Delon ligger utslagen på rygg med de veka händerna en liten bit ovanför sitt bröst. Han stirrar upp och hans mun är halvöppen.
Bandnamnet och titeln är skrivet i rosa i ett typsnitt med serifer.

## Låtlista

### LP

#### Sida A
1. The Queen Is Dead (Take Me Back to Dear Old Blighty)
2. Frankly, Mr. Shankly
3. I Know It's Over
4. Never Had No One Ever
5. Cemetry Gates

#### Sida B
1. Bigmouth Strikes Again
2. The Boy with the Thorn in His Side
3. Vicar in a Tutu
4. There Is a Light That Never Goes Out
5. Some Girls Are Bigger Than Others

### CD
Samma som på LP.

## Medverkande

### Bandet
- Morrissey – sång
- Johnny Marr – gitarr, harmonium, syntiserade stråkar och flöjtarrangemang
- Andy Rourke – basgitarr
- Mike Joyce – trummor

### Extra musiker
- The Hated Salford Ensemble - orkestrering

### Teknisk personal
- Morrissey och Marr – producenter
- Stephen Street – ljudtekniker (förutom låten Frankly, Mr. Shankly)
- John Porter – ljudtekniker  (förutom låten Frankly, Mr. Shankly)